# جی بی گان
 جی بی گان (انگلیسی: J. B. Gunn؛ زاده ۱۳ مهٔ ۱۹۲۸ درگذشته ۲ دسامبر ۲۰۰۸) یک دانشمند اهل بریتانیا بود.
وی همچنین برنده جوایزی همچون جایزه موریس لیبمن انجمن مهندسان برق و الکترونیک آمریکا شده است.